# Johannisberg (Wuppertal)
Der Johannisberg ist eine rund 172 Meter hohe Erhebung in Nordrhein-Westfalen, im Stadtgebiet von Wuppertal.

## Topografie
Der Johannisberg liegt im zentralen Innenstadtbereich des Stadtteils Elberfeld. Auf der nördlichen Seite verläuft die Bahnstrecke Düsseldorf–Elberfeld, an der der Bahnhof Steinbeck liegt. Weiter im Süden schließt sich die Südstadt an, die am Fuß des Grifflenbergs und Osterbergs liegt. Im Norden verlaufen am Fuß des Johannisberges die Wupper und die Bundesstraße 7 (B 7). Ursprünglich wies der Johannisberg auch im oberen Teil ein Gefälle auf; im 19. Jahrhundert entstand dort die heutige Form eines Plateaus durch Aufschüttung von Erd- und Gesteinsmassen, die in unmittelbarer Nähe beim Bahnstreckenbau angefallen waren.

## Bebauung
Im 19. Jahrhundert befand sich die Elberfelder Ortslage An der Windfoche auf dem Johannisberg. Diese wurde durch das großflächige Vergnügungslokal Johannisberg des Abraham Küpper verdrängt.
Die Erhebung ist, bis auf die Parkanlagen der Bauwerke, vollständig bebaut. Bekannt ist der Johannisberg durch die 1895 erbaute Stadthalle Wuppertal, deren offizieller Name auch „Historische Stadthalle am Johannisberg“ ist. Außerdem befinden sich die Schwimmoper und ein gehobenes Hotel der Golden-Tulip-Kette auf der Erhebung.
Seit 1893 befindet sich das Wilhelm-Dörpfeld-Gymnasium an diesem Ort. Außerdem liegt ein Verwaltungshaus der Sparkasse am Johannisberg, dieses Haus ist mit einer Fußgängerüberführung über die B 7 mit dem älteren Gebäudeteil, einem markanten Hochhaus verbunden.